# COP 16 (CBD) 2024 Kolumbien
Die 16. Konferenz der Vertragsparteien (englisch Conference of the Parties, COP) des Übereinkommens der Vereinten Nationen über die biologische Vielfalt (UNCBD) im Jahr 2024 (COP 16) sollte vom 21. Oktober bis zum 2. November 2024 im kolumbianischen Cali stattfinden, wurde aber um einen Tag verlängert. Insgesamt waren 23.000 Delegierte aus 196 Staaten anwesend.
Nachdem die Konferenz in Cali nicht zum Abschluss gebracht werden konnte, fand vom 25. bis 27. Februar 2025 in Rom eine Wiederaufnahme der Konferenz statt, weiterhin unter dem Vorsitz des Umweltministeriums von Kolumbien. Dort wurden die noch ausstehenden Fragen insbesondere zur Finanzierung, zur Umsetzung der Beschlüsse und zum Monitoring erfolgreich zum Abschluss gebracht.
Die Konferenz sollte ursprünglich in der Türkei stattfinden, die jedoch die Ausrichtung aufgrund des Erdbebens im Februar 2023 zurückgab.

## Beschlüsse

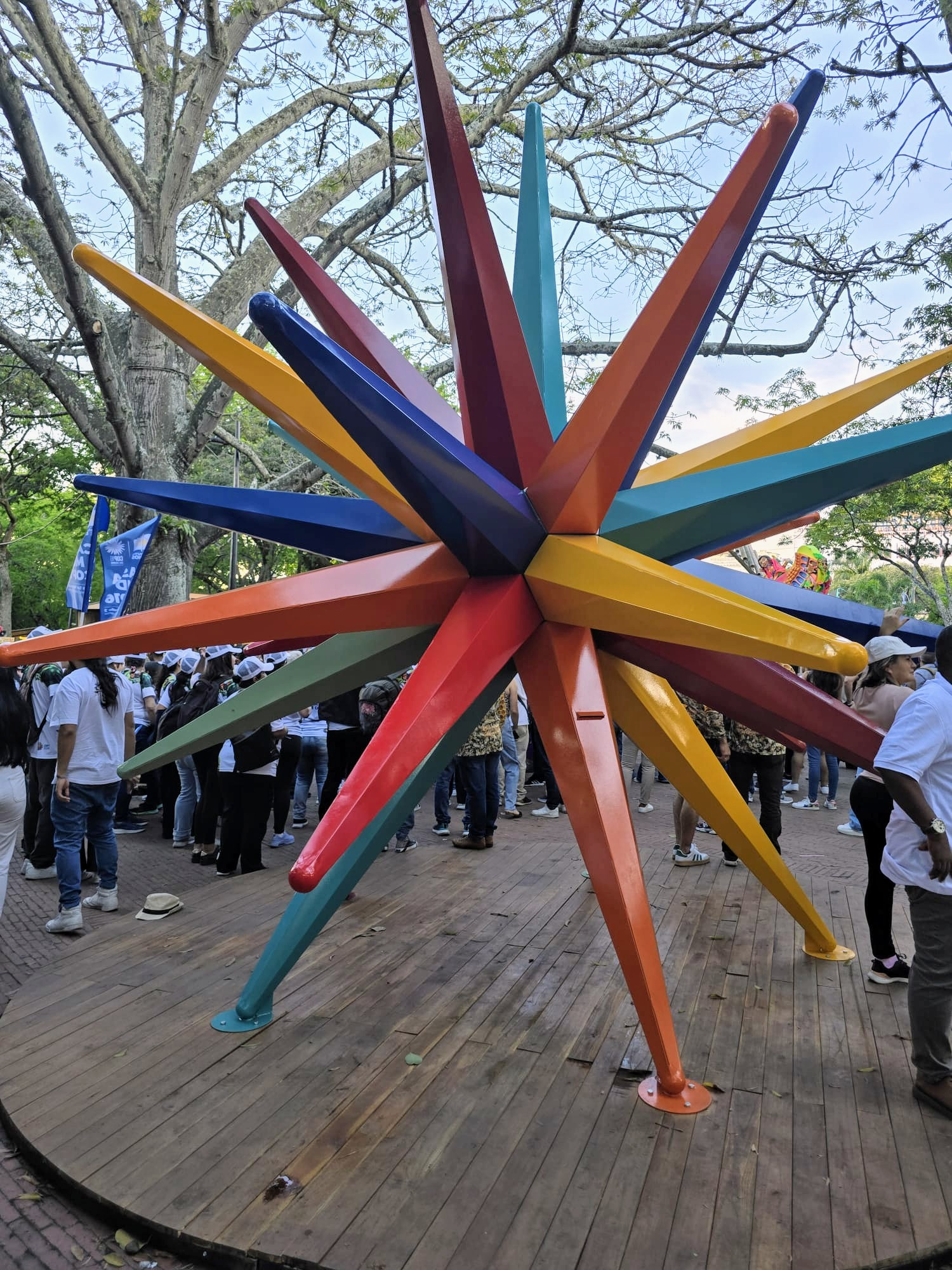
Skulptur des offiziellen Logos der COP 16 in Cali

Zum wichtigsten Thema, der Finanzierung der Beschlüsse, die zwei Jahre zuvor auf dem COP 15 in Montreal gefasst wurden, konnte keine Einigung erreicht werden. Der Finanzierungsbedarf wird auf 700 Milliarden USD geschätzt. Geplant war, dass die reichen Industrieländer, deren Natur zu großen Teilen schon zerstört ist, die ärmeren Länder bei dem Erhalt der Biodiversität unterstützen. Ab 2025 sollten daher 20 Milliarden USD an die ärmeren Länder fließen. Genutzt werden sollte dazu die bereits 1991 eingerichtete Globale Umweltfazilität. Die Entwicklungsländer beklagten die Ineffizienz des Fonds und die Machtstrukturen.
Eingerichtet wurde ein freiwilliger Fonds, der aus Unternehmenszahlungen finanziert werden soll. Unternehmen, die Gensequenzen von Organismen bspw. für Medikamente oder Kosmetik nutzen, sollen dort jeweils 0,1 % des erzielten Umsatzes oder 1 % der Gewinne einzahlen. Empfänger sollen jeweils zur Hälfte die Staaten sein, aus denen die Pflanzen stammen und zur anderen Hälfte die jeweiligen indigenen Völker.
Ein weiteres Ziel der Konferenz war es, Standards zu beschließen, mit denen geprüft werden kann, welche Länder die Ziele der Biodiversität in nationales Recht umgesetzt haben. Auch diesbezüglich gab es keine Beschlüsse. Nur etwa 40 Staaten hatten konkrete Pläne zur Umsetzung der Beschlüsse von COP15 vorgelegt.
Beschlossen wurde die Einrichtung eines permanenten Ausschusses für die Stärkung der Beteiligung von Indigenen Völkern und lokalen Gemeinschaften. Deren traditionelles Wissen soll bei der Bewältigung der Klimakrise besser berücksichtigt werden.
Auf COP 15 im Jahr 2022 hatten die Staaten beschlossen, dass 30 % der Landes- und Meerfläche unter Schutz gestellt werden sollen. Diesem Ziel hat sich die Staatengemeinschaft um Zuwächse von 0,5 % bei Land- und 0,2 % bei Meeresflächen genähert. Damit waren 2024 18 % der Landfläche und 8 % der Meeresfläche geschützt.

## Europäische Union
Die Europäische Union verkündete ein Paket im Wert von 69 Mio. Euro, um das Wissen in Afrika, Asien, Lateinamerika und der Karibik auszubauen. Weitere 48 Mio. Euro sollen zur Bekämpfung des illegalen Artenhandels zur Verfügung gestellt werden, weitere 40 Mio. Euro für die Unterstützung von Partnerländern zum Schutz der biologischen Vielfalt in den Meeren. Weiterhin verstärkt die EU Bemühungen, privates Kapital z. B. durch Mischfinanzierungen und Garantien zu mobilisieren.